# Бівона
Бівона (італ. Bivona, сиц. Bivona) — муніципалітет в Італії, у регіоні Сицилія,  провінція Агрідженто.
Бівона розташована на відстані близько 490 км на південь від Рима, 60 км на південь від Палермо, 36 км на північ від Агрідженто.
Населення — 3799 осіб (2014).

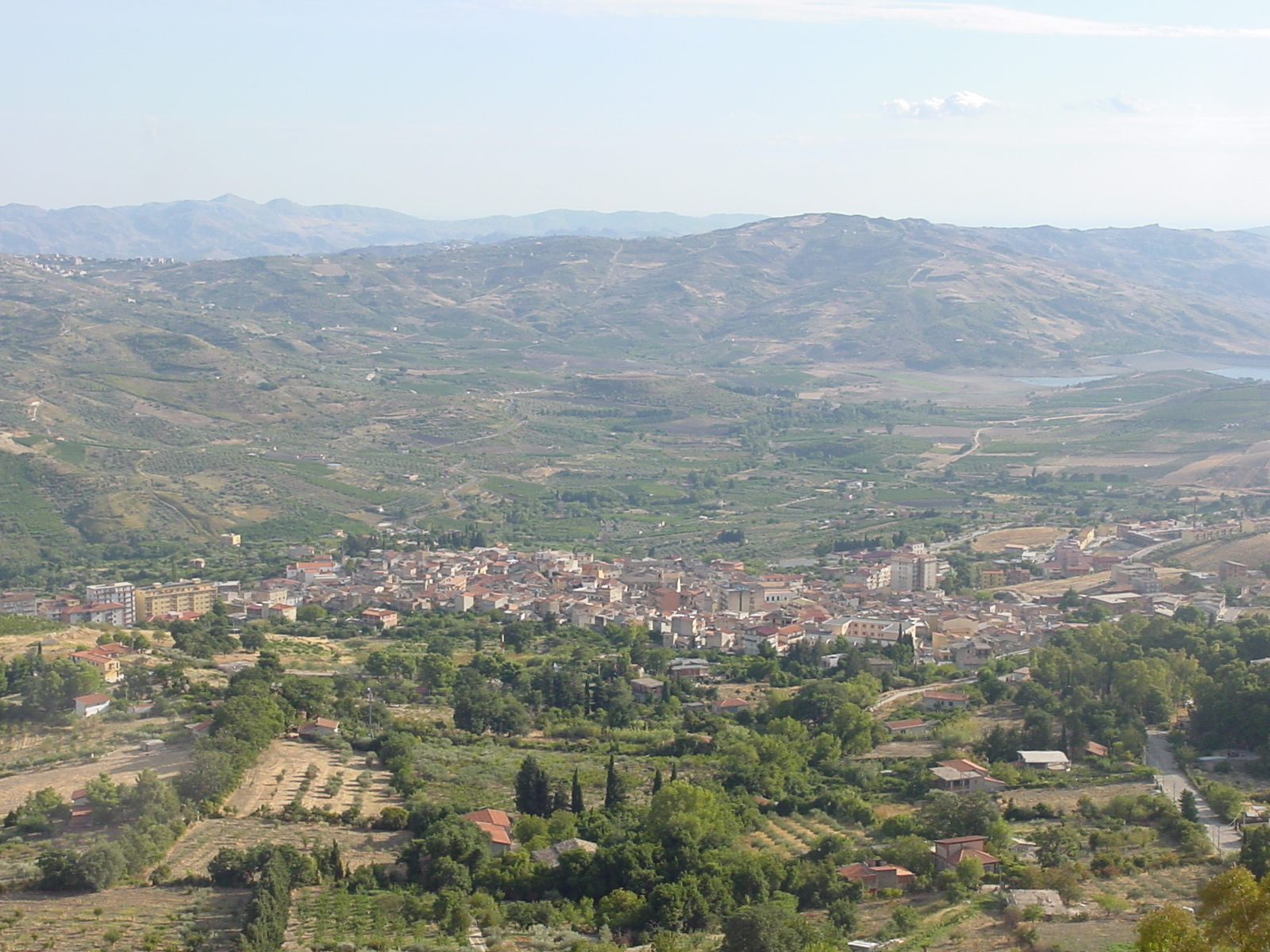

Щорічний фестиваль відбувається 4 вересня. Покровитель — Santa Rosalia.

## Демографія
Населення за роками:

Станом на 1 січня 2023 року в муніципалітеті офіційно проживали 63 іноземці з 10 країн, серед них 50 громадян країн Євросоюзу.

## Клімат
| BIVONA           | Місяці | Місяці | Місяці | Місяці | Місяці | Місяці | Місяці | Місяці | Місяці | Місяці | Місяці | Місяці | Пора | Пора | Пора | Пора | Рік  |
| BIVONA           | Січ    | Лют    | Бер    | Кві    | Тра    | Чер    | Лип    | Сер    | Вер    | Жов    | Лис    | Гру    | Зим  | Вес  | Літ  | Осі  | Рік  |
| ---------------- | ------ | ------ | ------ | ------ | ------ | ------ | ------ | ------ | ------ | ------ | ------ | ------ | ---- | ---- | ---- | ---- | ---- |
| Темп. макс. (°C) | 11.6   | 13.1   | 15.3   | 18.7   | 24.6   | 30.0   | 33.0   | 32.8   | 28.3   | 22.0   | 16.7   | 13.1   | 12.6 | 19.5 | 31.9 | 22.3 | 21.6 |
| Темп. мін. (°C)  | 4.8    | 5.1    | 6.4    | 8.5    | 12.3   | 17.2   | 20.0   | 20.4   | 17.0   | 12.8   | 9.4    | 6.5    | 5.5  | 9.1  | 19.2 | 13.1 | 11.7 |

## Сусідні муніципалітети
- Алессандрія-делла-Рокка
- Каламоначі
- Кастроново-ді-Січилія
- Чанчана
- Лукка-Сікула
- Палаццо-Адріано
- Рибера
- Санто-Стефано-Куїскуїна